# Gané Tchari
Gané Tchari (ou Gane, Ganaï, Ganay) est une localité du Cameroun située dans le département du Mayo-Sava et la Région de l'Extrême-Nord, à la frontière avec le Nigeria. Elle fait partie de la commune de Mora et du canton de Doulo. 

## Population
En 1966-1967, la localité comptait 654 habitants, des Mandara, des Arabes choua, des Ouldémé, des Mineo, des Kanouri. À cette date elle disposait d'une école publique à cycle incomplet et d'un marché de coton.
Lors du recensement de 2005, on y a dénombré 1 452 personnes.